# Antoine Degert
Antoine Degert, o abad Degert, (Téthieu, Landas, 9 de diciembre de 1859-Téthieu, 7 de marzo de 1931) fue un escritor francés especializado en historia eclesiástica.

## Biografía
Nació el 9 de diciembre de 1859 en la comuna landesa de Téthieu. Estudió en el Instituto Católico de Toulouse de 1885 a 1887. Ese año, se convirtió en profesor en el instituto católico de Dax, y se doctoró en Letras en 1893.
En paralelo a su labor como sacerdote, se desempeñó como docente y ocupó la cátedra de lengua y literatura latinas en el Instituto católico de Toulouse desde 1899 y luego decano de la facultad de letras del instituto de 1902 a 1926. Fue también decano honorario de la facultad libre de letras de Toulouse.
La Academia francesa le concedió el premio Thérouane por su obra sobre Le cardenal d'Ossat, obispo de Rennes y de Bayeux (1537-1604), sa vie, ses négociations à Rome publicado en 1895. Más tarde, recibió el premio Juteau-Duvigneaux por su trabajo de Histoire des séminaires français jusqu'à la Révolution publicado en 1912.
De 1901 a 1930 dirigió la Revue de Gascogne. Escribió artículos para la Revue historique, la Revue des questions historique, los Annales du Midi, la Revue de l'histoire de l'église de France, el Dictionnaire d'histoire et de géographie ecclésiastiques y la Enciclopedia católica.
Fue miembro de la Sociedad de Borda y de la Société archéologique du Midi de la France. A partir de 1926 se retiró a su pueblo natal para morir allí el 7 de marzo de 1931 tras una larga enfermedad.

## Obras
Sus obras se centran en la historia eclesiástica del sur y más precisamente de las Landas:
- Le cardinal d'Ossat, évêque de Rennes et de Bayeux (1537-1604), sa vie, ses négociations à Rome (1894)
- Constitutions synodales de l'ancien diocèse de Dax (1898)
- Histoire des évêques de Dax (1899)
- Le droit de clergie à Dax, ordonnance du duc de Lancastre (1389) (1900)
- Liste critique des évêques d'Aire (1901) en el Bulletin historique et philologique du Comité des travaux historiques et scientifiques, números 3 y 4
- Le pouvoir royal en Gascogne sous les derniers Carolingiens et les premiers Capétiens (1902)
- Premier Serment prêté au roi de France par un évêque de Dax (1902)
- L'Impression des liturgies gasconnes, tableau d'ensemble et documents inédits (1903)
- Procès de huit évêques français suspects de calvinisme (1904)
- Les idées morales de Cicéron (1907)
- Noces d'argent sacerdo (1910)
- Histoire des séminaires français jusqu'à la Révolution (1912)
- Le Chapeau du cardinal de Richelieu (1915)
- Bulletin de la Société de Borda